# Laurent Koscielny
Laurent Koscielny (Tulle, 1985. szeptember 10. –) lengyel származású francia labdarúgó.

## Pályafutása

### En Avant de Guingamp
Laurent Koscielny a francia En Avant de Guingamp csapatában kezdte meg profi pályafutását, ahol főleg középhátvédet játszott.

### FC Tours
2007-ben Koscielny a FC Tours-hoz csatlakozott, ahol úgy döntött, megpróbálkozik a középpályásként való szerepléssel. A 2008/09-es idény alatt Koscielny 34 pályára lépés során öt gólt szerzett a védelemből, és a szezon után a Ligue 2 legjobb 11-ébe választották.

### Lorient
2009. június 16-án a Ligue 1-ben szereplő FC Lorient leigazolta Koscielny-t, a szerződés négy évre szólt, az átigazolási díj pedig 1,7 millió euró körül volt. Az itt eltöltött idénye alatt 35 meccsen három gólt szerzett, ebből egyet éppen a Girondins Bordeaux ellen, ám 15 perccel később kiállították, ugyanis utolsó emberként szabálytalankodott a későbbi arsenalos csapattársa, Maruan Samah ellen.

### Arsenal
2010 nyarán Koscielny a londoni Arsenal FC csapatához igazolt, körülbelül 8,45 millió font ellenében.
Az Arsenal FC hivatalos honlapján a következő olvasható a játékosról:
„Laurent gyors észjárású középhátvéd, aki kivételes tehetséggel olvassa a játékot, valamint pillanatok alatt tud váltani védekezésből támadásba. Jó a labdavezető képessége, és szereti kihozni a labdát hátulról, emellett jó kapcsolat van kialakulóban a pályán közte és Thomas Vermaelen között.”

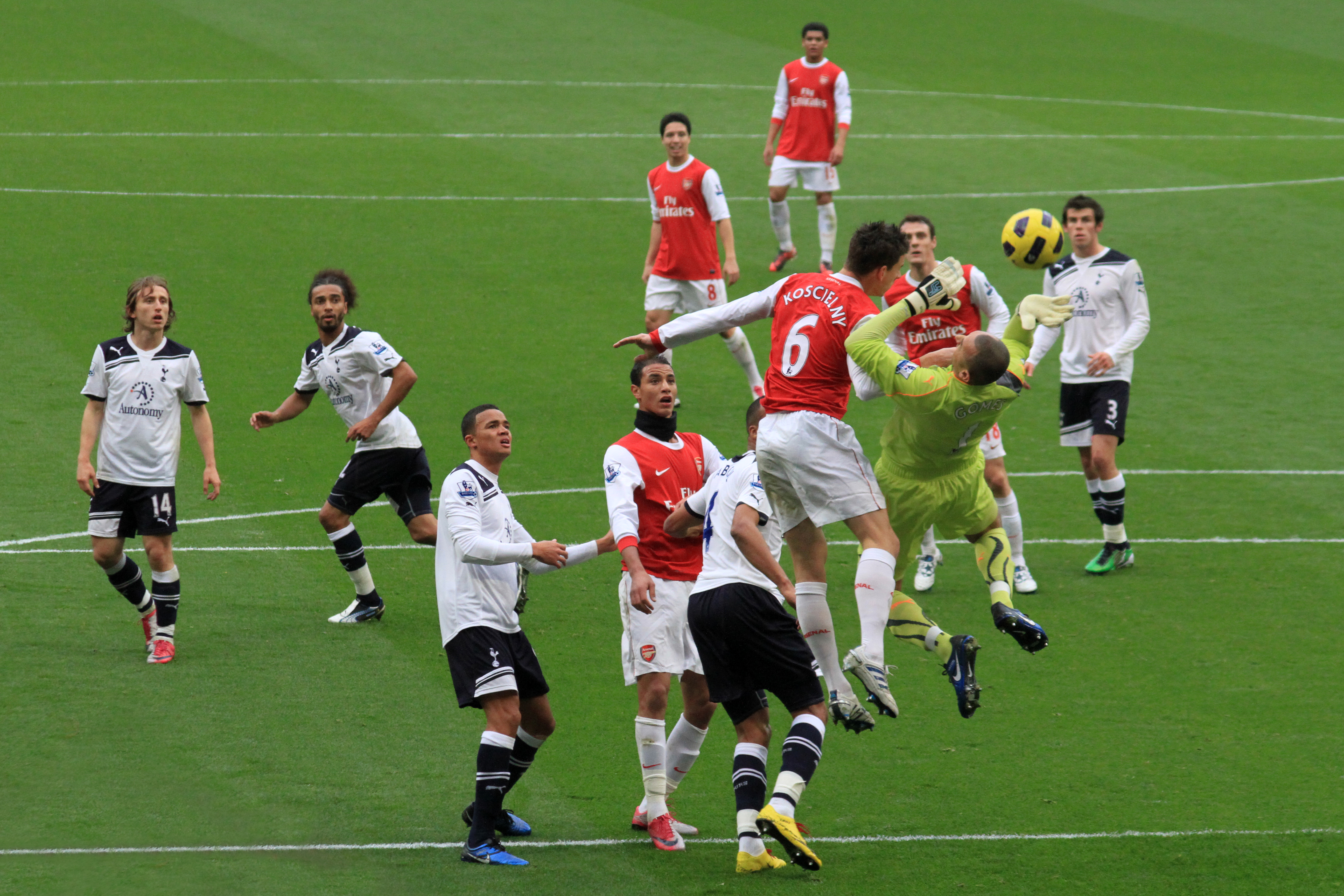
Laurnet Koscielny, a városi rivális Tottenham ellen, 6-os mezszámban

Az átigazolási hírek előtt egy francia napilap, a Ouest-France jelentette 2010. július 5-én egy cikkében, hogy Koscielny már az Arsenal ifjúsági és tartalék csapatával edz. 2010. július 7-én már hivatalos megerősítést adott az Arsenal, hogy az átigazolása sikeresen megtörtént, s egyben kijelentették hogy a 6-os mezt kapja, amit korábban Philippe Senderos viselt, akit ezen a nyáron a Fulham csapata igazolt le. Arsène Wenger vezetőedző kijelentette, hogy mivel kevés közép hátvédje van csapatának, ezért Koscielny középső védőként fog játszatni, ugyanis ott nagyobb hasznát vehetik magasságának.
Debütálására 2010. július 17-én, egy barátságos mérkőzésen került sor, a Barnet FC ellen. Egy hónappal később már bajnokin is szerepelhetett, azonban a Liverpool elleni rangadón a 94. percben második sárgalapja miatt a kiállítás sorsára jutott. A mérkőzés egyébként 1–1-es végeredménnyel zárult. Első gólját 2010. szeptember 11-én a Bolton szerezte meg.
Első nemzetközi mérkőzését az Arsenal színeiben a portugál Braga ellen játszotta hazai pályán, amelyet az Arsenal 6–0-ra nyert. Koscielny a Braga elleni mérkőzése után kiváló teljesítményt nyújtott meccsről meccsre, főleg a Sunderland elleni mérkőzésen, és az Angol ligakupában a Tottenham elleni teljesítménye miatt, ugyanis Aaron Lennont kiválóan fogta, és lekapcsolta a meccsen. Az Ágyúsok 4-1-re nyertek a White Hart Lane-n. Első gólpasszát Theo Walcottnak adta a Newcastle United elleni ligakupa-mérkőzésen. Koscielny második piros lapját 2010. november 7-én szerezte meg, a Newcastle ellen, ahol egyébként az Arsenal egygólos vereséget szenvedett. December 4-én a Fulham elleni mérkőzésen a Fulham gólja Koscielny és Sébastien Squillaci összefejelése után született. Emiatt egy kisebb agyrázkódást kapott, amivel háromhetes pihenőre kényszerült. December 8-án, a Partizán Belgrád elleni BL-összecsapáson térhetett vissza. 2011. január 25-én megszerezte második gólját az Ipswich Town elleni ligakupa-elődöntőben, ezzel bebiztosítva a döntőbeli részvételt. Harmadik gólja az Everton ellen győztes gólnak bizonyult.
A 2011-es Angol ligakupa döntőjében az egyetlen gól az ő és a kapus Wojciech Szczęsny hibájából született, így az Arsenal 1–0-s vereséget szenvedett a Birmingham ellen.

## A válogatottban
Habár Koscielny Franciaországban született, családja származásának köszönhetően a lengyel nemzeti válogatottban is szerepelhet. 2010. augusztus 10-én tárgyalt volna Franciszek Smudával Varsóban, ahol a válogatottbeli karrierjéről beszélgettek volna el. Koscielny azonban lemondta a tárgyalást, arra hivatkozva, hogy a francia labdarúgó-válogatottban való szereplést preferálja.
Koscielnyt meghívta a francia labdarúgó-válogatott 2011. február 3-án egy barátságos mérkőzésre a brazil labdarúgó-válogatott ellen, amit 2011. február 9-én játszottak le. Azonban Koscielnyt nem vett részt a kezdőcsapatban, sőt csereként se állt be.

## Statisztikái
| Klub            | Szezon          | Liga       | Liga  | Liga       | Kupa       | Kupa  | Kupa       | Európa     | Európa | Európa     | Összesen   | Összesen | Összesen   |
| Klub            | Szezon          | Mérkőzések | Gólok | Gólpasszok | Mérkőzések | Gólok | Gólpasszok | Mérkőzések | Gólok  | Gólpasszok | Mérkőzések | Gólok    | Gólpasszok |
| --------------- | --------------- | ---------- | ----- | ---------- | ---------- | ----- | ---------- | ---------- | ------ | ---------- | ---------- | -------- | ---------- |
| Guingamp        | 2004–05         | 11         | 0     | 0          | 2          | 0     | 0          | 0          | 0      | 0          | 13         | 0        | 0          |
| Guingamp        | 2005–06         | 9          | 0     | 0          | 1          | 0     | 0          | 0          | 0      | 0          | 10         | 0        | 0          |
| Guingamp        | 2006–07         | 21         | 0     | 0          | 2          | 0     | 0          | 0          | 0      | 0          | 23         | 0        | 0          |
| Összesen        | Összesen        | 41         | 0     | 0          | 5          | 0     | 0          | 0          | 0      | 0          | 46         | 0        | 0          |
| Tours           | 2007–08         | 33         | 0     | 0          | 5          | 1     | 0          | 0          | 0      | 0          | 38         | 1        | 0          |
| Tours           | 2008–09         | 34         | 5     | 0          | 5          | 1     | 0          | 0          | 0      | 0          | 39         | 6        | 0          |
| Összesen        | Összesen        | 67         | 5     | 0          | 10         | 2     | 0          | 0          | 0      | 0          | 77         | 7        | 0          |
| Lorient         | 2009–10         | 35         | 3     | 0          | 5          | 1     | 0          | 0          | 0      | 0          | 40         | 4        | 0          |
| Összesen        | Összesen        | 35         | 3     | 0          | 5          | 1     | 0          | 0          | 0      | 0          | 40         | 4        | 0          |
| Arsenal         | 2010–11         | 20         | 2     | 0          | 9          | 1     | 1          | 4          | 0      | 0          | 43         | 3        | 1          |
| 2011–12         | 33              | 2          | 1     | 3          | 0          | 1     | 6          | 1          | 0      | 42         | 3          | 2        |            |
| Összesen        | Összesen        | 63         | 4     | 1          | 12         | 1     | 2          | 10         | 1      | 0          | 85         | 6        | 3          |
| Karrierje során | Karrierje során | 207        | 11    | 1          | 32         | 4     | 2          | 10         | 1      | 0          | 248        | 17       | 3          |

(2012. május 5.)

## Érdekességek
- A 2008/09-es idényben a többi labdarúgó őt szavazta meg a legjobb játékosnak a Ligue 2-ben.
- A Guingamppal töltött idő alatt Koscielny gyakran szélső védőt is játszott.